# 25I-NBOMe
25I-NBOMe (2C-I-NBOMe, Cimbi-5, abreviada como 25i) é uma droga psicodélica, descoberta em 2003 pelo químico Ralf Heim da Universidade de Berlim. Foi classificada como droga ilícita pela União Europeia em 25 de setembro de 2014, por não possuir propósito médico ou legítimo.